# Оливер (имя)
Оливер (варианты ударения — О́ливер, Оливе́р) — мужское имя, встречающиеся в германских и романских языках, а также в сербском языке.
Этимология имени неясна: имя либо происходит от германских основ «alb/alf» (эльф) и «heri, hari» (войско), либо от латинского «olivarius» — масличный/оливковый.